# La Chapelle-Marcousse
La Chapelle-Marcousse ist eine französische Gemeinde mit 64 Einwohnern (Stand 1. Januar 2022) im Département Puy-de-Dôme in der Region Auvergne-Rhône-Alpes (vor 2016 Auvergne). Sie gehört zum Arrondissement Issoire und zum Kanton Brassac-les-Mines (bis 2015 Ardes).

## Geografie
La Chapelle-Marcousse liegt etwa neunzehn Kilometer südwestlich von Issoire am Ostabhang des Zentralmassivs. La Chapelle-Marcousse wird umgeben von den Nachbargemeinden Dauzat-sur-Vodable im Norden, Saint-Hérent im Osten und Nordosten, Rentières im Süden und Südosten, Mazoires im Süden und Südwesten sowie Roche-Charles-la-Mayrand im Westen.

## Einzelnachweise

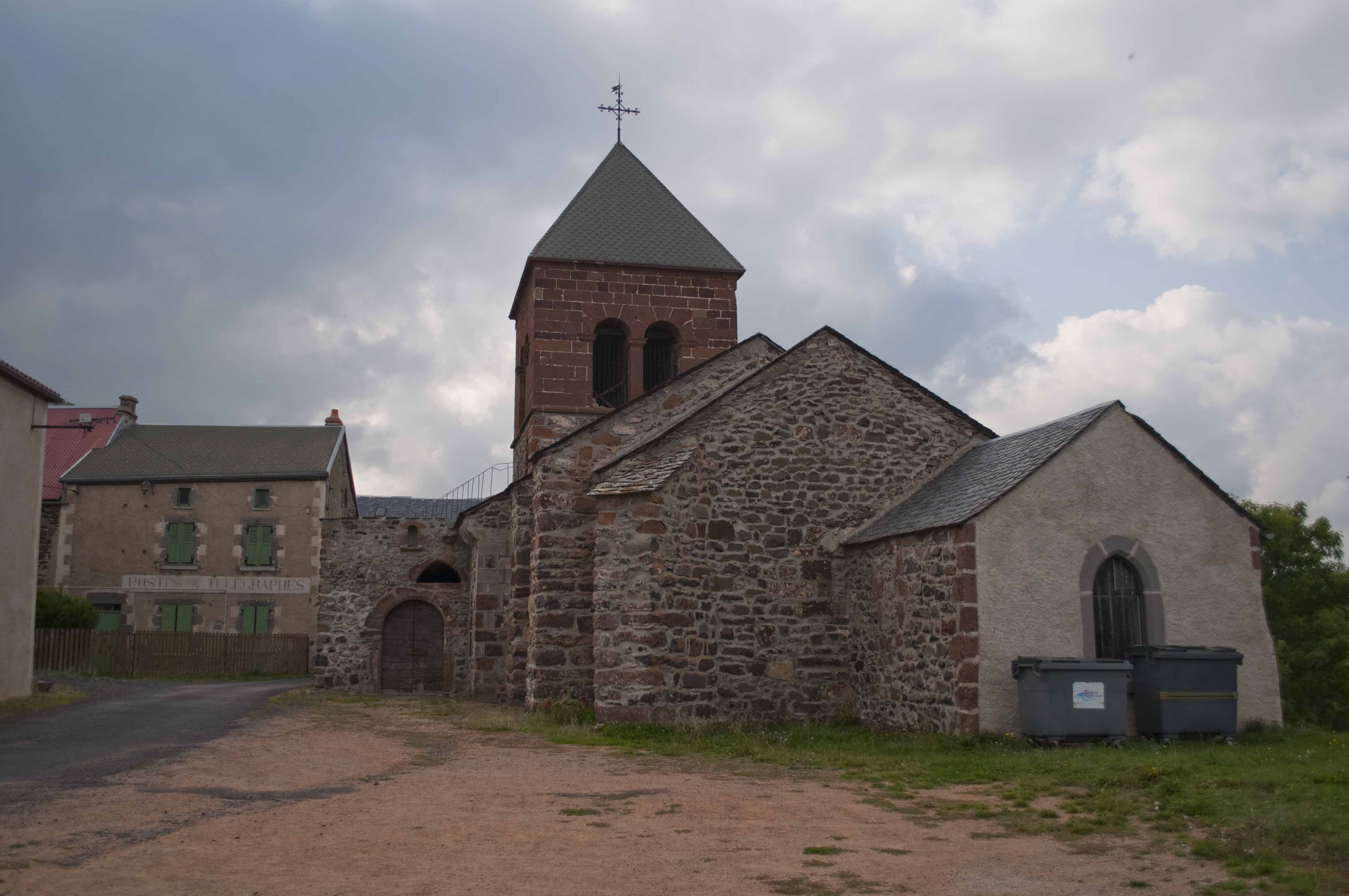
Kirche Saint-Pierre

## Bevölkerungsentwicklung
| Jahr                       | 1962 | 1968 | 1975 | 1982 | 1990 | 1999 | 2006 | 2013 |
| Einwohner                  | 145  | 122  | 101  | 104  | 101  | 73   | 68   | 71   |
| Quellen: Cassini und INSEE |      |      |      |      |      |      |      |      |

## Sport
Im Jahr 2023 führte die Tour de France auf der 10. Etappe durch La Chapelle-Marcousse. An der Kreuzung der D23 mit der D23D wurde mit der Côte de la a Chapelle-Marcousse (980 m) eine Bergwertung der 3. Kategorie abgenommen, die sich der Lette Krists Neilands sicherte.

## Sehenswürdigkeiten
- Kirche Saint-Pierre